# Paphiopedilum bougainvilleanum
Paphiopedilum bougainvilleanum é uma espécie de orquídea terrestre, família Orchidaceae, que habita as Ilhas Salomão.